# Avant-Guerre
Pour les articles homonymes, voir avant-guerre.
Avant-Guerre est un roman de Jean-Marie Rouart publié le 24 août 1983 aux éditions Grasset et ayant reçu le prix Renaudot la même année.

## Éditions
- Avant-Guerre, éditions Grasset, 1983,  (ISBN 978-2246321811).